# Gråhuvad timalia
Gråhuvad timalia (Stachyris poliocephala) är en sydostasiatisk fågel i familjen timalior inom ordningen tättingar.

## Utseende
Gråhuvad timalia är en 13–14,5 cm lång medlem av familjen. Den har karakteristiskt mörkgrått huvud med vita strimmor på hjässa och strupe. Både ovan- och undersidan är kastanjebrun. Den relativt kraftiga näbben är gråsvart och benen olivgrå till ljusbruna.

## Utbredning och systematik
Fågeln förekommer på Malackahalvön och Sumatra, på Linggaöarna samt på Borneo. Den behandlas som monotypisk, det vill säga att den inte delas in i några underarter.

## Levnadssätt
Arten hittas i städsegrön ursprunglig skog, men även i lätt gallrad skog, hedskog, bambusnår och igenväxta gummiplantage. Den ses i låglänta områden upp till åtminstone 1220 meters höjd på Borneo, 900 på Sumatra och 760 på asiatiska fastlandet. Fågeln lever av insekter, ibland även frukt, som den söker efter på marken och i trädens nedre delar.

### Häckning
Gråhuvad timalia häckar från maj till september i Thailand och på Malackahalvön, januari–februari i Sumatra och april–september på Borneo. Boet är en kompakt skål eller kupol av små rötter och växtfibrer som placeras väl gömt på marken. Däri lägger den två vita ägg.

## Status och hot
Arten har ett stort utbredningsområde men tros minska i antal, dock inte tillräckligt kraftigt för att den ska betraktas som hotad. Internationella naturvårdsunionen IUCN kategoriserar därför arten som livskraftig (LC).